# ماركو بالوتا
ماركو بالـّوتـّا (Marco Ballotta)، (كازاليكيو دي رينو بمقاطعة بولونيا، 3 أبريل 1964)، لاعب كرة قدم إيطالي.
بدأ مسيرته الكروية مع نادي سان لادزارو في موسم 1982/1983، ولعب معهم 22 مباراة، وفي عام 1984 انتقل إلى نادي مودينا، ولعب معهم حتى عام 1990، وشارك معهم في 178 مباراة، وفي عام 1991 لعب مع نادي تشيزينا، وشارك معهم في 5 مباريات، وفي عام 1991 انتقل إلى نادي بارما، ولعب معهم حتى عام 1994، وشارك معهم في 33 مباراة، وفي موسم 1994/1995 انتقل إلى نادي بريشا، ولعب معهم 32 مباراة، وفي عام 1995 انتقل إلى نادي ريدجانا، ولعب معهم حتى عام 1997، وشارك معهم في 72 مباراة، وفي عام 1997 انتقل إلى نادي لاتسيو، ولعب معهم حتى عام 2000، وشارك معهم في 13 مباراة، وفي موسم 2000/2001 انتقل إلى نادي إنتر ميلان، ولعب معهم 7 مباريات، وفي عام 2001 انتقل إلى نادي مودينا، ولعب معهم حتى عام 2004، وشارك معهم في 88 مباراة، وفي موسم 2004/2005 لعب مع نادي تريفيزو، ومنذ عام 2005 وهو يلعب مع نادي لاتسيو.

## روابط خارجية
- ماركو بالوتا على موقع الاتحاد الأوربي (الإنجليزية)
- ماركو بالوتا على موقع قاعدة بيانات كرة القدم.إي يو (الإنجليزية)
- ماركو بالوتا على موقع Soccerway.com (الإنجليزية)
- ماركو بالوتا على موقع عالم كرة القدم.نت (الإنجليزية)
- ماركو بالوتا على موقع كووورة